# José Valdez El Cocodrilo
José Valdez (* 1. Juni 1947 in León, Guanajuato), auch bekannt als Pepe Valdez bzw. unter seinem Spitznamen Cocodrilo, ist ein ehemaliger mexikanischer Fußballspieler auf der Position eines Stürmers.

## Laufbahn
José Valdez begann seine Profikarriere in der Saison 1965/66 bei seinem Heimatverein Club León, mit dem er in den Spielzeiten 1970/71 und 1971/72 zweimal in Folge den mexikanischen Pokalwettbewerb und den Supercup gewann.
Zur Saison 1974/75 wechselte er zum Club América, mit dem er in der darauffolgenden Spielzeit 1975/76 die mexikanische Fußballmeisterschaft gewann. In der Saison 1978/79 ließ er seine aktive Laufbahn bei Atlético Potosino ausklingen.
Seit den 1990er Jahren ist er als Talentspäher für seinen ehemaligen Verein América im Einsatz.

## Erfolge
- Mexikanischer Meister: 1975/76
- Mexikanischer Pokalsieger: 1971 und 1972
- Mexikanischer Supercup: 1971 und 1972